# پیتر دیواین (بازیکن فوتبال)
پیتر دیواین (انگلیسی: Peter Devine؛ زادهٔ ۲۵ مهٔ ۱۹۶۰) بازیکن فوتبال اهل بریتانیا است.
از باشگاه‌هایی که در آن بازی کرده‌است می‌توان به باشگاه فوتبال بریستول سیتی، باشگاه فوتبال بلکبرن روورز، و باشگاه فوتبال برنلی اشاره کرد.